# Gomphomastax kashmirica
Gomphomastax kashmirica is een rechtvleugelig insect uit de familie Eumastacidae. De wetenschappelijke naam van deze soort is voor het eerst geldig gepubliceerd in 1991 door Balderson & Yin.